# Овчинников, Юрий Николаевич
Юрий Николаевич Овчинников (род. 8 февраля 1940 года) — советский и российский учёный-физик, член-корреспондент РАН (2022).
Работает в Институте теоретической физики имени Л. Д. Ландау со дня основания, в настоящее время — главный научный сотрудник.
В 1966 году — защитил кандидатскую диссертацию, тема: «Некоторые вопросы теории сверхпроводимости», в 1973 году — защитил докторскую диссертацию, тема: «Электродинамика сверхпроводников II-го рода».
В 2022 году — избран членом-корреспондентом РАН от Отделения физических наук.

## Научная деятельность
Специалист в области физики низких температур.
В 1964 году вместе с А. И. Ларкиным впервые рассмотрел куперовское спаривание с ненулевым импульсом.
Совместно с А. И. Ларкиным предсказал парапроводимость и неоднородное состояние сверхпроводника в магнитном поле и построил теорию неоднородного состояния сверхпроводников (теория и состояние FFLO — состояние Ларкина-Овчинникова-Фульде-Феррелла, которое особенно важно в связи с открытием высокотемпературной сверхпроводимости).
Построена теория явления, получившего название коллективный пиннинг (с А. И. Ларкиным).
Совместно с А. И. Ларкиным построил теорию коллективного крипа, квазиклассическую теорию неравновесных явлений в сверхпроводниках, теорию макроскопического квантового туннелирования.
Построена теория эффекта Джозефсона при произвольном напряжении на контактах (совместно с Л. Г. Асламазовым и А. И. Ларкиным).
Впервые дано объяснение ширины линии при эффекте Джозефсона.
Развил новый метод в теории сверхпроводимости — метод функций Грина, проинтегрированных по энергетической переменной, важный для исследования нестационарных явлений в сверхпроводниках, а также для исследования неоднородных сверхпроводников: плотности состояний, щели в спектре возбуждений, теплоемкости, критических полей и т. д.
Развил методы, позволившие исследовать новое явление — макроскопическое квантовое туннелирование. Исследовал явление пиннинга и крипа вихрей (термоактивационного и квантового). Дал объяснение аномальной температурной зависимости критического поля Нс2 в высокотемпературных сверхпроводниках.
Показал, что в проблеме Кондо существует второй энергетический масштаб и теория неперенормируема. Получил выражение для среднего значения спина примеси во внешнем магнитном поле. Результаты хорошо согласуются с экспериментом.
Произвёл нумерацию нулей Зета функции Римана с использованием соотношения между Г-функцией Эйлера и Зета-функцией Римана, полученного с использованием явления проскальзывания фазы в сверхпроводимости (эффект Джозефсона, временное обобщение уравнения Гинзбурга-Ландау).

## Награды
- Премия имени А. фон Гумбольда (1993) — за выдающиеся достижения в области физики твердого тела
- Благодарность Президента Российской Федерации (26 февраля 2024 года) — за большой вклад в развитие отечественной науки, многолетнюю плодотворную деятельность и в связи с 300-летием со дня основания Российской академии наук[1]